# Nods (Doubs)
Nods korábbi község (település) Franciaországban, Doubs megyében. 2016. január 1-jén Athose, Chasnans, Hautepierre-le-Châtelet, Rantechaux és Vanclans községgel egyesült és Les Premiers Sapins új község része lett.
Lakosainak száma 569 fő (2018. január 1.). Nods Arc-sous-Cicon községgel határos.

## Népesség
A település népességének változása:
| Lakosok száma | 396  | 410  | 381  | 402  | 411  | 537  | 591  | 1593 | 570  | 569  |
|               | 1962 | 1968 | 1975 | 1990 | 1999 | 2008 | 2013 | 2016 | 2017 | 2018 |